# Lista nagród fizycznych
Poniższa lista zawiera nagrody naukowe przyznawane za osiągnięcia w dziedzinie fizyki. Uwzględniono zarówno nagrody wyłącznie za takie osiągnięcia, jak i te nadawane uczonym różnych dyscyplin.
| nagroda                                                           | pierwsze rozdanie | osoba upamiętniona nazwą          |
| ----------------------------------------------------------------- | ----------------- | --------------------------------- |
| Medal Copleya                                                     | 1731              | Godfrey Copley                    |
| Medal Rumforda                                                    | 1800              | Benjamin Thompson, hrabia Rumford |
| Royal Medal                                                       | 1826              |                                   |
| XX wiek                                                           |                   |                                   |
| Nagroda Nobla w dziedzinie fizyki                                 | 1901              | Alfred Nobel                      |
| Hughes Medal                                                      | 1902              | David Edward Hughes               |
| Medal Lorentza                                                    | 1927              | Hendrik Lorentz                   |
| Medal Maxa Plancka                                                | 1929              | Max Planck                        |
| Medal Oersteda                                                    | 1936              | Hans Christian Ørsted             |
| Nagroda Alberta Einsteina                                         | 1951              | Albert Einstein                   |
| Medal Eddingtona                                                  | 1953              | Arthur Stanley Eddington          |
| Dannie Heineman Prize for Mathematical Physics                    | 1959              | Dannie Heineman                   |
| Medal Karla Schwarzschilda                                        | 1959              | Karl Schwarzschild                |
| Medal Mariana Smoluchowskiego                                     | 1965              | Marian Smoluchowski               |
| Nagroda Zenera                                                    | 1965              | Clarence Zener                    |
| William F. Meggers Award                                          | 1970              | William Frederick Meggers         |
| Medal Wignera                                                     | 1978              | Eugene Wigner                     |
| Nagroda Wolfa w dziedzinie fizyki                                 | 1978              |                                   |
| Dannie Heineman Prize for Astrophysics                            | 1980              | Dannie Heineman                   |
| Nagroda Sakurai                                                   | 1985              | Jun John Sakurai                  |
| Medal Diraca (ICTP)                                               | 1985              | Paul Dirac                        |
| Nagroda Gentnera-Kastlera                                         | 1986              | Wolfgang Gentner i Alfred Kastler |
| Maria Goeppert-Mayer Award                                        | 1986              | Maria Goeppert-Mayer              |
| Medal Diraca (Institute of Physics)                               | 1987              | Paul Dirac                        |
| Albert Einstein World Award of Science                            | 1990              | Albert Einstein                   |
| Nagroda Fundacji na rzecz Nauki Polskiej w obszarze nauk ścisłych | 1992              |                                   |
| Nagroda PTF im. Krzysztofa Ernsta za Popularyzację Fizyki         | 1993              | Krzysztof Ernst                   |
| Nagroda im. Grzegorza Białkowskiego                               | 1995              | Grzegorz Białkowski               |
| Nagroda Henriego Poincarégo                                       | 1997              | Henri Poincaré                    |
| Nagroda im. Mariana Mięsowicza                                    | 1997              | Marian Mięsowicz                  |
| XXI wiek                                                          |                   |                                   |
| Isaac Newton Medal                                                | 2008              | Isaac Newton                      |
| Nagroda Fizyki Fundamentalnej                                     | 2012              |                                   |
| Medal Galileusza                                                  | 2019              | Galileusz                         |
| Nagroda im. Franka Wilczka                                        | 2020              | Frank Wilczek                     |